# Obira
Obira (indonesisch Pulau Obi, Nordinsel; auch Obi, Obi Major oder Utara) ist eine indonesische Insel in der Seramsee. Sie ist die Hauptinsel der Obi-Inseln, die Teil der Molukken sind. Mit 2542 km² ist sie die siebtgrößte Insel dieser Inselgruppe. Politisch gehört sie zur Provinz Nordmolukken (Maluka Utara) und zum Bezirk Südhalmahera.

## Geografie
Obira liegt in der Seramsee, grenzt aber im Nordwesten an die Molukkensee und im Nordosten an die Halmaherasee. Die Insel befindet sich südlich von Halmahera, der Hauptinsel der Molukken, sowie der Bacan-Inseln, von denen es durch die Obi-Straße getrennt ist. Im Westen befindet sich die zu den Sula-Inseln zählende Insel Mangole, im Südosten bzw. Südwesten hinter der Seramsee Seram und Buru. Die nächste Insel im Osten ist Misool, die allerdings schon nicht mehr zu den Molukken gehört. Die nächstgrößten der Obi-Inseln sind Bisa und Obilatu im Nordwesten sowie Tobalai im Osten, Gumumu im Süden und Tapat und Belangbelang im Nordwesten. Diese Inseln nehmen jedoch nur einen Bruchteil der Fläche Obiras ein.
Obi ist im Landesinnern bergig und teilweise dicht bewaldet, die höchste Erhebung in der Inselmitte erreicht 1611 Meter. Die Ausdehnung der Insel beträgt in Ost-West-Richtung 84 Kilometer, von Nord nach Süd 47 Kilometer. Auf der Insel herrscht tropisches Regenwaldklima, die jährliche Durchschnittstemperatur beträgt 21 °C bei Monatsdurchschnittstemperaturen zwischen 20 und 22 °C. Die Jahresniederschlagsmenge beläuft sich auf 2538 mm, mit 312 mm im Juni und 78 mm im Oktober.

## Bevölkerung
Auf Obira lebten 2010 knapp unter 30.000 Menschen. Die Besiedlung konzentriert sich hauptsächlich auf die Küste, die Hochregionen sind dünn besiedelt. Die größten Dörfer sind Laiwui an der Nordküste (Hauptdorf), Sesepe an der Nordostküste, Wui (Wooi) an der Südostküste und Fluk an der Südküste. Im Innenland gibt es bloß einige Siedlungen von Bergleuten und für Nelkenbauern während der Nelkenernte. Etwa 1500 der Einwohner sind Studenten.
Die Insel hat keine Ureinwohner. Der erste Stamm, der sich hier niederließ, war der Buton-Stamm. Es folgten die Stämme Tobelo-Galela, Ternate, Tidore, Makian-Kayoa, Bugis, Makassar und Jawa. Sie siedelten an der Küste und lebten als Fischer und Bauern. Auf Obira werden die papuanischen Sprachen Galela und Tobelu gesprochen.

## Wirtschaft
Landwirtschaft und Fischfang dienen der Selbstversorgung. Für den Export wird in größerem Stil Holz eingeschlagen, daneben werden Kopra (Kokos), Kakaobohnen, Nelken, Muskat und Pfeffer vermarktet. Ein 130 Quadratkilometer großes bewaldetes Areal soll als Naturschutzgebiet ausgewiesen werden, zugleich befindet sich der industrielle Abbau von Nickelerz in der Erprobungsphase. Die Fertigstellung der von einer indonesischen in Kooperation mit einer chinesischen Gesellschaft durchgeführten Machbarkeitsstudie für geschätzte 2 Millionen US-Dollar war für August 2008 geplant. Umfangreiche Waldrodungen und die Anlage eines Hafens sind hierfür erforderlich. Zusätzlich gibt es Gold-, Kohle- und Erdölvorkommen auf der Insel.
Der Hauptort Laiwui an der Küste im Norden besitzt den einzigen Bootssteg der Insel für die Landung von Passagierschiffen. Das Zentrum des Ortes liegt etwa einen Kilometer von der Anlegestelle entfernt. Die übrigen, entlang der Küste gelegenen Siedlungen sind von Schiffen aus nur durch Umsteigen auf kleine Boote erreichbar. Obi wird von Pelni-Schiffen nicht angelaufen, es bestehen regelmäßige Verbindungen mit kleineren Schiffen über die südliche Nachbarinsel Gomumu mit Ambon und mit Zwischenstopp an der Insel Bisa mit dem Hauptort Labuha auf der Insel Bacan. Die einzige richtige Straße verbindet einige Orte an der Nordküste, ansonsten gibt es vereinzelt schwer befahrbare Holzfällerwege.
Tourismus ist auf Obira keine große Branche. Die Hauptaktivitäten sind Tauchen und andere Wassersportaktivitäten, da die Unterwasserwelt um Obi sehr artenreich ist. Außerdem hat Obira rote und weiße Strände. Als Hauptattraktion gilt die kleine vorgelagerte Insel Sambiki mit unberührten Stränden und Schnorchelmöglichkeiten. Die einzigen Übernachtungsmöglichkeiten gibt es in Laiwui.

## Natur
Auf der Insel endemisch ist die Schmetterlingsart Ornithoptera aesacus aus der Familie der Ritterfalter. Sie wird von der IUCN als gefährdet eingestuft, da die Waldrodung ihr Habitat reduziert. Ebenfalls endemisch auf den Obi-Inseln ist der Obi-Kuskus (Phalanger rothschildi), als gefährdet eingestuft wird die endemische Karunkel-Fruchttaube (Ptilinopus granulifrons).
Insgesamt wurden 189 Vogelarten sowie mindestens 15 Säugetierarten gefunden, darunter eingeführte Arten wie Wildschwein, Pazifische Ratte, Asiatische Hausratte und einheimische Schwimmratten sowie diverse Fledermäuse, Flughunde und eine Art der Weißzahnspitzmäuse.